# Gamma Centauri
γ Centauri (Gamma Centauri, kurz γ Cen) ist ein ca. 130 Lichtjahre entfernter Doppelstern, der aus zwei je knapp 3 mag hellen A0/A1-Sternen besteht. Zur Auflösung des Doppelsternsystems ist ein Fernrohr von mindestens 15 Zentimetern Objektivöffnung nötig.
Der Doppelstern trägt den Eigennamen Muhlifain (arab. محلفين, DMG Muḥlifayn, „Stern, auf den man den Eid ablegt“). Diesen Eigennamen teilt er sich mit γ Canis Majoris.
| Jahr | Winkelabstand | Positionswinkel |
| ---- | ------------- | --------------- |
| 1990 | 1,4"          | 353 Grad        |
| 2000 | 1"            | 347 Grad        |
| 2005 | 0,7"          | 341 Grad        |
| 2010 | 0,4″          | 324 Grad        |